# Ōta (Gunma)
Ōta (太田市 Ōta-shi?) es una ciudad ubicada en el norte de la región de Kanto, al sudeste de la prefectura de Gunma. Al unirse el 28 de marzo de 2005 con otras cuatro ciudades, la población llegó a tener más de 200.000 habitantes. Actualmente cuenta con una población de aproximadamente 218.000 habitantes[cita requerida]. Es una región Industrial de primera clase, y región central del área Ryomo, junto con las ciudades vecinas Ashikaga y Kiryuu.

## Generalidades
Está ubicado a 80 km al noroeste de la ciudad de Tokio y a 30 km al este de la capital prefectural Maebashi. En el período Edo se desarrolló gracias al comercio que realizaban con los visitantes a los diferentes templos de sus alrededores. A partir del período Taisho se desarrollaron en el área industrial, principalmente las industrias pesadas FUJI con el Subaru, convirtiéndose en uno de los productores más fuertes de la prefectura. Actualmente sus envíos de productos industriales al mercado sobrepasa los 14.333.000.000 dólares, siendo el número uno de la prefectura.
Es la ciudad industrial más importante de la región industrial de Kanto del Norte, y continúa su desarrollo junto con las ciudades vecinas como Kiryuu, Tatebayashi, Ashikaga, Sano. Además, al igual que sus ciudades vecinas Isesaki y Oizumi, una de las características es que residen muchos brasileños y peruanos de ascendencia japonesa, quienes trabajan en estas industrias.
Casi el 60% de la población son funcionarios o trabajadores de la Industria Pesada FUJI Ltda. Esto está causando preocupación a la ciudad, ya que a largo plazo puede traer problemas. Además hay varias familias que no están radicadas en la ciudad, por lo cual se dice que el tema político más importante es cómo hacer que la población productiva inestable se radique en la ciudad de Ōta.
En los últimos tiempos se ha visto mayor desarrollo en las afueras de la ciudad. El centro comercial Belltown que se encuentra al frente de la estación de Ota que, en anteriores tiempos era el símbolo de Ōta con la apertura del centro comercial ÆON, ha sufrido un gran golpe y, junto con el retiro de Uny Ltda. (cadena de supermercados), procederán al cierre del local. Al igual que la ciudad de Isesaki, es una ciudad de la prefectura donde el distrito urbano central llega a verse como hoyo por el traslado de población hacia las afueras de la ciudad. Además de esto, el interior de la estación está vacío y de noche se convierte en el centro de reunión de los jóvenes, lo que provoca el alejamiento de muchos ciudadanos.

## Geografía
Se encuentra en la región norte de la llanura de Kanto, al sudeste de la prefectura de Gunma, y está rodeado de los ríos Tonegawa al sur y Watarasegawa al norte. La altura es de 30 a 40m.s.n.m. en la parte sur y noreste de la ciudad, 40 a 47m.s.n.m en el centro de la ciudad, y al norte está la montaña Kanayama de 223m.s.n.m. y al noroeste está la colina Hachioji de 100m a 200m.s.n.m.
- Montañas
  - Hajioji
  - Kanayama
- Ríos
  - Tonegawa: Puentes -- Shinjyobuohashi, Tosuibashi
  - Watarasegawa: Puentes -- Hajikabashi, Kashimabashi
  - Hayakawa
  - Ishidagawa
  - Hebigawa
  - Yasegawa

## Historia
Su nombre se debe a Ota-jyuku, nombre por el cual se lo conocía en la época de pueblo de posta. Antes de eso se lo llamaba Nittanoshoo. 

### Ciudad Antigua
- 1 de abril de 1889: Nacen los municipios de Ōta (Ota-cho), Kuai (Kuai-mura), Sawano (Sawano-mura), Torinogo (Torinogo-mura), Goudo (Goudo-mura), Housen (Housen-mura) en la provincia Nitta, y Niragawa (Niragawa-mura), Morita (Morita-mura) en la provincia Yamada.
- 15 de julio de 1893: Del municipio de Niragawa de la Provincia Yamada se independizan los municipios de Yabagawa y Kyuuhaku.
- 1 de abril de 1940: Los municipios Ōta, Kuai, Sawano de la provincia de Nitta, y el municipio de Niragawa de la provincia Yamada se unen para formar una nueva ciudad llamada Ōta.
- 1 de noviembre de 1943, se incluye al municipio de Ōta al municipio de Torinogo de la provincia Nitta.

### La Antigua Ciudad de Ōta (3 de mayo de 1948 al 27 de marzo de 2005)
- 3 de mayo de 1948: Se le nombra Ciudad de Ōta (Ota-shi, ya que existía otro municipio con el mismo nombre en la prefectura de Tochigi)
- 1 de abril de 1957: Se integran los municipios de Goudo de la provincia Nitta, y Kyuuhaku de la Provincia Yamada.
- 1 de julio de 1960: Se integra una parte del municipio de Yabagawa de la provincia Yamada.
- 1 de abril de 1963: Se integra el municipio de Housen de la provincia Nitta.
- 1 de diciembre de 1963: Se integra el municipio de Morita de la Provincia Yamada.
- 1977: Inauguración del centro comercia BellTown al frente de la estación de Ōta, junto con la apertura de la cadena de Supermercado UNY.
- 1995: El actual alcalde de la ciudad, Masayoshi Shimizu, vence al anterior alcalde Hisao Tozawa en las elecciones, y desempeña su función hasta el cierre de la antigua ciudad de Ōta.
- 1998: Concluye la construcción del nuevo edificio municipal.
- 10 de octubre de 1998: Se inicia la radio emisora FM Tarou, dentro del edificio del centro de Bienestar Social situado al lado del edificio municipal.
- 5 de diciembre de 2003: Apertura del centro comercial EAON, que es uno de los centros más grandes de la Prefectura.
- 27 de marzo de 2005: Cierre de la antigua ciudad de Ota. En la misma fecha se cierran también los municipios de Nitta, Ojima, Yabuzuka-honcho de la provincia Nitta.

### Nueva Ciudad de Ōta (28 de marzo de 2005 a la fecha)
- El 28 de marzo de 2005, desaparecen la ciudad antigua de Ōta, los municipios de Ojima, Nitta y Yabuzuka, para formar una nueva ciudad que se la denominó Ōta.
  - Con esta unión, nace una ciudad con una superficie de 176,49km² y una población aproximada de 217.000 habitantes.
  - La antigua ciudad de Ōta tenía una población de 152.000 habitantes y una superficie de 97,96km².
  - La oficina central municipal se ubicó en el edificio de la antigua ciudad de Ōta.
- 17 de abril de 2005: Se realizaron las elecciones del nuevo alcalde, en el cual fue elegido el exalcalde de la antigua ciudad de Ōta (Sr. Masayoshi Shimizu), quien es el primer alcalde de la nueva historia de la ciudad de Ōta.
- 2006: Concluye la obra en la construcción de la nueva infraestructura de la estación de Ōta.
- 14 de enero de 2007: Cierre del centro comercial BellTown y la cadena supermercados UNY. Dan un punto final a sus 30 años de historia en la ciudad.

## Transporte
Por ser una ciudad donde se encuentra la industria de automóvil Subaru, en las horas punta hay mucho movimiento y se producen embotellamientos en las carreteras. En cuanto a la red ferroviaria, desde la estación de Ōta salen a los 4 puntos, siendo así unos de los puntos de salida de la red ferroviaria oriental de la prefectura.

### Ferrocarril
Dentro de la ciudad corren trenes de la línea de Ferroviaria Tobu, de las cuales todas las rutas descendentes es de conducción One-man, es decir, no hay ningún otro personal aparte del conductor. En horas de la tarde, no hay mucho usuario de la línea. Además, para dirigirse a Tokio (estación de Asakusa) se tarda como mínimo 80 minutos en el tren rápido Ryomo (el cual es necesario comprar su billete de a bordo) de la línea Tobu-Isesaki. Si se emplea el tren normal, tarda cerca de 2 horas, por tanto, muchas personas emplean la línea JR-Takasaki, que sale de la estación de Kumagaya. (Kumagaya - Ueno: 60 minutos; Kumagaya - Shinjyuku: 75 minutos)

### Bus
En tiempos pasados había varias líneas de buses del Tobu-Bus, pero actualmente todas ellas han cerrado su servicio en la ciudad. Ahora solamente hay una sola ruta de la línea de Ferroviaria Tobu, con el recorrido de estación Ōta a la estación de Kumagaya.
Aparte de esto hay algunas líneas que es administrado por el municipio, y otros de larga distancia que salen de la terminal de buses Ōta, hacia el interior del país.